# Антон Чико (Њу Мексико)
Антон Чико (енгл. Anton Chico) насељено је место без административног статуса у америчкој савезној држави Њу Мексико.

## Демографија
По попису из 2010. године број становника је 188.
| Група             | 2000.    | 2010.       |
| Белци             | 0 (0,0%) | 14 (7,4%)   |
| Афроамериканци    | 0 (0,0%) | 0 (0,0%)    |
| Азијати           | 0 (0,0%) | 5 (2,7%)    |
| Хиспаноамериканци | 0 (0,0%) | 167 (88,8%) |
| Укупно            | 0        | 188         |